# Кубер (каган)

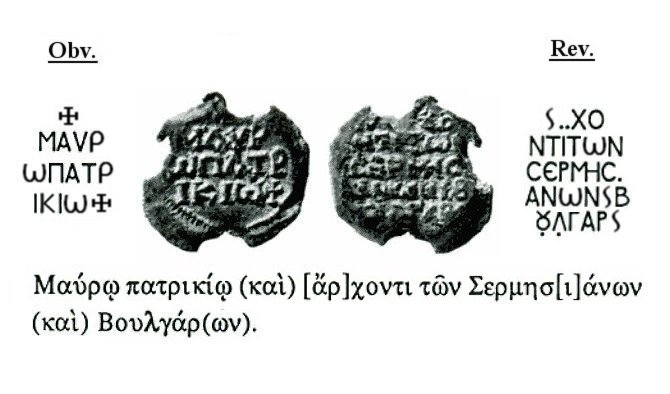
Печатка Мавро, одним з головних союзників Кубера, від 684–685 р. Напис говорить: «Маурос, патрицій і архонтом Сермесіанії і Булгар».

Кубер (Kouver або Kuver) — каган (князь) оногурів та булгар, брат кагана Аспаруха, четвертий син кагана Великої Болгарії Кубрата. В 670-х роках був лідером змішаного християнського населення булгар, слов'ян і візантійських народів, які пересилились з території сучасної України в регіон Срем в Паннонії до аварів.
Ця група племен, під керівництвом Кубера (або Кувера), грала важливу роль в політиці Аварського каганату. Кубер спробував підняти повстання проти аварського панування і підкорити своїй владі Паннонію. Але це йому не вдалося. Згодом він попросив прихистку у Візантії й рушив на південь, оселившись на території сучасної Македонії, в Візантійській провінції.
Там він осів в районі Керемісія і зробив невдалу спробу захоплення міста Салоніки. Після цього він зникає з історії, і його люди об'єдналися з слов'янськими племенами Македонії.
Близько 704 року, коли Юстиніан II намагався повернути владу, звернувся за допомогою до Тервел. Судячи з написів, він домагався також допомоги булгар, що пішли з Великої Болгарії під проводом четвертого сина Кубрата.